# X-Men: Dark Phoenix
Dark Phoenix sau X-Men: Dark Phoenix este un film american din 2019 cu supereroi bazat pe personajele Marvel Comics X-Men. Este scris și regizat de Simon Kinberg (debut regizoral). Dark Phoenix este o continuare a filmului X-Men: Apocalipsa din 2016 și este a șaptea și ultima parte din seria de filme X-Men și a douăsprezecea în general. Rolurile principale au fost interpretate de actorii  James McAvoy, Michael Fassbender, Jennifer Lawrence, Nicholas Hoult, Sophie Turner, Tye Sheridan, Alexandra Shipp și Jessica Chastain.